# استو باردولف
استو باردولف (به انگلیسی: Stow Bardolph) یک روستا و محله مدنی در بریتانیا است که در King's Lynn and West Norfolk واقع شده‌است. استو باردولف ۲۴٫۶۸ کیلومتر مربع مساحت و ۱٬۲۳۰ نفر جمعیت دارد.